# Jacobo Sanz
Jacobo Sanz Ovejero (Valladolid, Castilla y León, España, 10 de julio de 1983) es un exfutbolista español. Jugaba de portero. Actualmente es entrenador de porteros.

## Biografía
Nacido en Valladolid, ha desarrollado toda su carrera deportiva en el fútbol base del Real Valladolid, club en el que ingresó en la temporada 1990-1991, con tan solo 8 años, procedente del equipo del Colegio San Agustín, donde estudiaba. 
Jacobo se mantuvo entrenando con el primer equipo del Real Valladolid y jugando con el segundo equipo durante las temporadas 2001/02 y 2002/03. Así, en la temporada 2003/04 decidió salir cedido en busca de minutos para dejar de estar a la sombra del por aquel entonces portero del Real Valladolid CF Albano Bizzarri que procedía del Real Madrid CF.
Jacobo salió cedido al CF Palencia y posteriormente al Real Jaén CF donde tuvo los minutos que necesitaba para volver con más experiencia.
Después de estar lejos de su tierra, volvería de nuevo en la temporada 2005/06 donde debutó en partido oficial con el primer equipo del Real Valladolid CF disfrutando de partidos como titular pero ese año el equipo no conseguiría su objetivo del ascenso. En la campaña siguiente 2006/07, en la conocida "temporada de los récords" de la mano de José Luis Mendilibar donde el equipo acabó con 88 puntos, Jacobo, comenzó cuajando grandes actuaciones como portero titular, pero una lesión en la rodilla hizo que una vez recuperado, el entrenador contara con Alberto, gran portero veterano ex de la Real Sociedad de Fútbol y subcampeón de la Liga de la Primera División de España en la temporada 2002/03. Aun así, esa temporada Jacobo fue partícipe de muchos minutos, y él y su club de toda la vida el Real Valladolid CF consiguieron el ascenso a la Primera División de España y el título de campeón de Liga de la Segunda División de España, muy valorado en el país.
En la temporada 2007/08 Jacobo fue fichado por el CD Numancia de Soria militante de la segunda división, en la que titular indiscutible por fin se destapó como un gran portero, siendo el 2 arquero menos goleado de la categoría con tan solo 28 goles encajados en la temporada y haciendo actuaciones magistrales en la que detuvo 5 penaltis de 8 lanzamientos y teniendo una repercusión mediática espectacular donde incluso a mitad de temporada equipos de primera división, Real Betis Balompié, Real Zaragoza o Getafe Club de Fútbol estuvieron muy interesados en adquirir sus derechos, pero una negociación a 3 partes entre, jugador, CD Numancia y Real Valladolid CF con un opción de recompra, dio lugar a que siguiera con sus grandes actuaciones hasta el final de la temporada en el equipo de Soria donde volvió alcanzar su segundo ascenso consecutivo a la Primera División de España, consiguiendo también el título de campeón de Liga. 
Después de todo este año maravilloso, como era de esperar el Real Valladolid CF hizo efectiva la opción de recompra que tenía cercana a los 500.000€ con un contrato de 3 años más de duración.
En el verano de 2008 y después del gran interés por parte del Getafe Club de Fútbol que necesitaba un portero por la grave lesión en la rodilla de Ustari producida en los Juegos Olímpicos, Jacobo recaló en el por entonces conjunto de moda Getafe F.C, que dos años antes había hecho historia por la llegada a las dos finales de copa del Rey y a los cuartos de final con el F.C. Bayern de Múnich, equipo consagrado en Europa.
Jacobo debutó en la jornada 2 frente al Real Betis Balompié en el que fue su debut en la denominada liga de las estrellas en la primera división del fútbol español, el resultado fue de 0-0 y Jacobo fue denominado mejor jugador del partido y de la jornada por los medios de comunicación españoles aquel 14 de septiembre de 2008.
Disputó grandes encuentros en primera división, con 20 partidos jugados y 24 goles encajados entre Liga y Copa, hasta que en el recta final de la liga una expulsión por doble amarilla frente al Valencia Club de Fútbol en el Estadio de Mestalla, en una internada en el área de David Villa actual jugador del Fútbol Club Barcelona y el posterior cambio de entrenador por la sustitución de Víctor Muñoz por Míchel González, exentrenador del Real Madrid CF le volvió a dar la titularidad al ya recuperado portero de Argentina Oscar Ustari.
La temporada siguiente comenzó como titular en Valladolid en la Primera División jugando un total de 20 partidos con 23 goles encajados entre el campeonato de Liga y de Copa del Rey después de incluso haber tenido una baja de 4 meses por una operación de estómago de la cual tuvo que ser operado de urgencia, gran susto del que no solo se recuperó sino que llegó a ayudar al equipo de la mano del por aquel entonces exentrenador de la Selección Española absoluta Javier Clemente que había sido fichado para los últimos 8 partidos para intentar culminar el milagro de permanecer en la categoría de oro del fútbol español. Nada más llegar contó indiscutiblemente con Jacobo, a pesar de estar recuperándose de su grave operación y a punto estuvieron de conseguir la remontada sino es porque en la última jornada de liga se jugaron el descenso en el Camp Nou y con el nada más y nada menos que el Barça de los récords de Pep Guardiola. El Fútbol Club Barcelona y Messi no perdonaron y el Real Valladolid CF descendió a la categoría de plata.
En la temporada 2010/11 Jacobo pese a tener ofertas de equipos de primera e incluso una negociación por traspaso muy avanzada por más de 2.000.000€ del Celtic Football Club en la que al final no hubo acuerdo entre clubes, decidió acabar su último año de contrato con el equipo de su ciudad para ayudar a conseguir de nuevo el ascenso a la máxima categoría. Pero a pesar de conseguir meterse en la semifinal que daba lugar a la última plaza de ascenso y de tener de cara la semifinal frente al Elche Club de Fútbol el Real Valladolid CF no consiguió su objetivo y permaneció una temporada más en la categoría de plata del fútbol español.
En la temporada 2011/12, y a pesar tener varias ofertas más en España, el jugador decide tener nuevas experiencias fuera de su país para darse más a conocer en cártel europeo, fichando por dos temporadas por el equipo Griego de primera división FC Asteras Tripolis el 18 de julio de 2011.
En junio de 2012 tras ejercer una de las cláusulas que disponía en su contrato se marcha al equipo también griego del PAOK FC de Salónica, firmando para la temporada 2012/13. Tras una gran temporada firma una extensión del contrato por 3 años de duración 2013-2016 , equipo con el cual jugaría competición Europea Uefa Europa League y Uefa Champions League Qualifications. Proclamándose subcampeón de copa Griega Kypedo Elladas, tras perder la final con el Panathinaikos por un abultado resultado de 1-4.
En julio de 2014 llega cedido al C.D. Tenerife por una temporada y meses después rescinde el contrato de cesión en el mes de enero de 2015, volviendo al Paok de Salónica hasta 7 de julio de 2015 que rescinde su contrato, con vigencia por 1 temporada más aún.
Tras participar en las sesiones AFE para jugadores sin equipo en Alicante, el 25 de enero de 2016 firma por el equipo Esloveno Koper FC de la primera división Eslovena (Prva slovenska), firmando un contrato de corta duración hasta abril de 2016.

## Clubes
Actualizado al último partido disputado el 21 de septiembre de 2014. 
| Club                      | País          | Año           | Partidos | Goles Recibidos |
| ------------------------- | ------------- | ------------- | -------- | --------------- |
| Real Valladolid C. F. "B" | España        | 2003-2005     |          |                 |
| C. F. Palencia (cedido)   | España        | 2003-2004     | 6        | 6               |
| Real Jaén C. F. (cedido)  | España        | 2004-2005     | 4        | 2               |
| Real Valladolid C. F. "B" | España        | 2005-2006     | 26       | 23              |
| Real Valladolid C. F.     | España        | 2005-2007     | 15       | 17              |
| C. D. Numancia            | España        | 2007-2008     | 32       | 29              |
| Getafe C. F. (cedido)     | España        | 2008-2009     | 19       | 24              |
| Real Valladolid C. F.     | España        | 2009-2011     | 38       | 54              |
| Asteras Tripolis          | Grecia        | 2011-2012     | 23       | 21              |
| PAOK de Salónica F. C.    | Grecia        | 2012-2014     | 30       | 29              |
| C. D. Tenerife (cedido)   | España        | 2014-2015     | 5        | 6               |
| PAOK de Salónica F. C.    | Grecia        | 2015-2016     | 0        | 0               |
| F.C. Koper                | Eslovenia     | 2016          | 0        | 0               |
| Total carrera             | Total carrera | Total carrera | 198      | 211             |

## Campeonatos nacionales

### Títulos nacionales
| Título                     | Club                  | País   | Año     |
| -------------------------- | --------------------- | ------ | ------- |
| Segunda División de España | Real Valladolid C. F. | España | 2006-07 |
| Segunda División de España | C. D. Numancia        | España | 2007-08 |